# ローデン (ウンターフランケン)
ローデン (ドイツ語: Roden) は、ドイツ連邦共和国バイエルン州ウンターフランケン行政管区のマイン＝シュペッサルト郡に属す町村である。行政機関は同名の地区に存在する。この町はマルクトハイデンフェルト行政共同体に加盟している。

## 地理

### 位置
ローデンは、アシャッフェンブルク (52 km) とヴュルツブルク (32 km) との間、シュペッサルト山地の縁に位置している。郡庁所在地のカールシュタット・アム・マインまでは 15 km、ロール・アム・マインまでもほぼ同距離である。この町へは、アウトバーン A3号線（フランクフルト - ヴュルツブルク）のマルクトハイデンフェルト・インターチェンジ (Nr. 65) 経由で行くことができる。そこからマルクトハイデンフェルトに向かい、マイン川の橋を渡ったところで左折し、マイン川沿いにカールシュタット・アム・マインを目指す。マルクトハイデンフェルトから 7 km でローデンに到着する。
ローデンは、シュペッサルト山地（ブンター統）とフランケン平地（ムシェルカルク）との移行部にあたる森の豊かな町である。

### 自治体の構成
この町には2つのゲマインデタイル（行政上の地区区分）があり、7つのジートルング（集落）に分けられる。
- アンスバッハ
- ローデン（人口 540人）
  - ブルネンミューレ
  - ホルツミューレ
  - ノイミューレ
  - ローゼンミューレ
  - シュミッツミューレ

### 隣接する市町村
- シュタインフェルト
- ウアシュプリンゲン
- カルバッハ
- マルクトハイデンフェルト
- ノイシュタット・アム・マイン

## 地名

### 語源
ローデンという地名は開拓地名であり、開墾された土地（開墾 = roden）を意味する。

### 古い表記
この町は、様々な古地図や史料に以下のような表記で記されている。
- 1299年 Rode
- 1319年 Roden
- 1348年 Rodin
- 1421年 Rodan

## 歴史

### 自治体の成立まで
ローデンは1348年に初めて文献に記録されており、何世紀もの間ヴュルツブルク司教領の一部であった。この集落は1803年の帝国代表者会議主要決議によってレーヴェンシュタイン＝ヴェルトハイム＝ローゼンベルク伯領となった。両者はともに1500年からフランケン帝国クライスに属していた。ローデンは1806年に、バーデンに属すメディアトアムト・シュタインフェルトの一部となった。この地域は1816年にオーストリアに割譲された。1819年のフランクフルト分割によりローデンはバイエルン王国領となった。1818年の自治体令により現在の自治体が成立した。

### 町村合併
1976年6月1日、それまで独立した町村であったアンスバッハが合併した。

## 住民

### 人口推移
1988年から2018年までの間にこの町の人口は、918人から968人に、50人、約 5.5 % 増加した。

### 宗教
ローデンは、宗教に関してはカトリックが多数を占める。ロール首席司祭区（ヴュルツブルク司教区）内に、首邑の聖キリアクス司祭区、アンスバッハの聖フーベルトゥス司祭区がある。

## 行政

### 首長
町長は、2020年5月1日からヨハネス・アルベルトが務めている。彼は2020年3月15日の選挙で 93.37 % の支持票を獲得して町長に選出された。前任者はオットー・デューミングで、1990年5月1日から2020年4月30日まで町長を務めた。

### 議会
ローデンの町議会は、2000年の選挙時点で人口1,000人を下回ったため、8人の議員で構成されている。

### 紋章
図柄: 緑地と金地に左右二分割。向かって左は、根を張った銀の樹木。向かって右は、上に小さな黒い十字架をのせた黒字のアンシャル体の大文字「N」。
向かって左側のオークの木は、森の豊かな町であることを示している。向かって右側は、この町の歴史的な起源であるノイシュタット・アム・マイン修道院の紋章から採られた。

## 経済と社会資本

### 経済構造
この町には、小さな産業地区に職場はわずかしかない。住民の多くはロール、マルクトハイデンフェルト、あるいはヴュルツブルクに通勤している。2018年の公式統計によれば、この町で働く社会保険支払い義務のある就労者は90人で、これに対してこの町に住む社会保険支払い義務のある就労者は合計454人であった。従って、この町から通勤している就労者数は、この町に通勤している就労者数よりも364人多い計算となる。2018年の失業者数は8人であった。また、2016年に17軒の農家があった。

### 教育
- 2019年現在、保育園が2園あり、合わせて定員60人に対して、園児数は47人であった[12]。
- この町に学校はない。

## 文化と見所
1710年に建造された聖キリアクス教会には、ユリウス・エヒター時代の塔（16世紀の聖櫃がある）と、ノイシュタット・アム・マイン修道院時代（1586年）に創られた砂岩製の重要な磔刑群像（墓地に設置されている）がある。